# Leucoptera calycotomella
Leucoptera calycotomella is een vlinder uit de familie sneeuwmotten (Lyonetiidae). De wetenschappelijke naam is voor het eerst geldig gepubliceerd in 1939 door Amsel.
De soort komt voor in Europa.